# Franz Landsberger
Franz Landsberger (ur. 4 stycznia 1854 w Löwenbergu, zm. 9 września 1925 w Bytomiu) – niemiecki finansista, przedsiębiorca i radny miejski pochodzenia żydowskiego. Inicjator i główny fundator budowy gmachu teatru miejskiego w Bytomiu, będącego obecnie siedzibą Opery Śląskiej.

## Życiorys

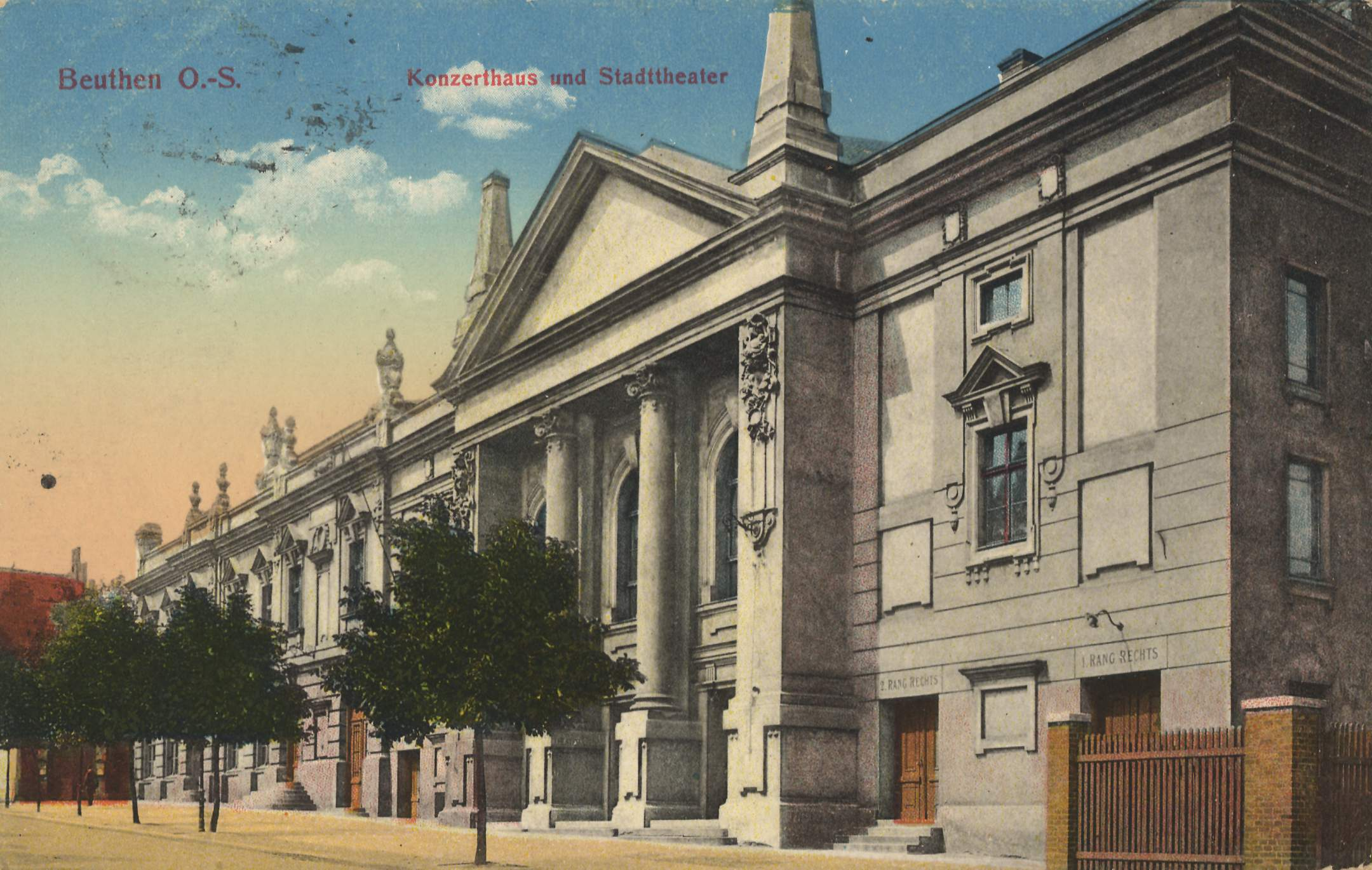
Teatr Miejski w Bytomiu (obecnie Opera Śląska)

Syn żydowskiego kupca Mayera Landsbergera i Dorothei Charlotty Muhr. Uczęszczał do gimnazjum w Briegu, a następnie odbył trzyletnią praktykę u złotnika. Po przyjeździe do swojego brata Adolfa, mieszkającego w Katowicach, odbył przyuczenie do zawodu handlowca. W latach 80. XIX wieku przeniósł się do Bytomia.
Był dyrektorem Oberschlesischer Bank w Bytomiu (pol. Bank Górnośląski). Po jego przejęciu przez Dresdener Bank, został dyrektorem jego filii bytomskiej. Funkcję tę pełnił do przejścia na emeryturę w 1913 roku. Był również radnym miejskim i członkiem rady nadzorczej Schlesische Elektizitäts und Gaz AG. Zainicjował powołanie Konzerthausgesellschaft (pol. Towarzystwo Domu Koncertowego), którego był sekretarzem. Towarzystwo zainicjowało i ufundowało budowę gmachu bytomskiego teatru miejskiego i domu koncertowego (obecnego budynku Opery Śląskiej w Bytomiu). 1 października 1901 roku teatr został otwarty uwerturą Poświęcenie domu Ludwiga van Beethovena. Założył  kwartet smyczkowy, również z jego inicjatywy powstał chór Beuthener Musikverein, z którego rozwinęło się słynne później towarzystwo chóralne Singverein Beuthen. 
Zmarł nagle na udar mózgu w Bytomiu 9 września 1925. Jego żona, Sabine Landsberger w 1937 wyemigrowała do Amsterdamu, a sześć lat później została deportowana do obozu koncentracyjnego w Sobiborze, gdzie zmarła 13 marca 1943 w wieku 83 lat.
W 1925 roku w foyer bytomskiego teatru miejskiego odsłonięto poświęconą mu tablicę pamiątkową, którą usunięta została w latach 30. przez nazistowskie władze. Jej ponownego odsłonięcia dokonano w czerwcu 2024 roku.
Wnuczka Landsbergera, Rita Roland, wyemigrowała do Hollywood, gdzie pracowała jako montażystka filmowa w wytwórni Metro-Goldwyn-Mayer przy produkcjach filmowych takich jak Penelopa z Natalie Wood w roli głównej, Bez zobowiązań z Kirkiem Douglasem czy Eleanor i Franklin w Białym Domu za który uhonorowana została nagrodą Emmy w kategorii najlepszy montaż.